# Hășmaș
Hășmaș é uma comuna romena localizada no distrito de Arad, na região histórica da Transilvânia. A comuna possui uma área de 88.44 km² e sua população era de 1400 habitantes segundo o censo de 2007., divididos em seis vilarejos: Agrișu Mic, Botfei, Clit, Comănești, Hășmaș e Urvișu de Beliu.

## População
De acordo com o censo de 2002, a comuna possuía 1400 habitantes, sendo 96.2% romenos, 3.6% Roma, e outros 0.2% de outros grupos.

## História
Por volta do século I a.C, já haviam comunidades desenvolvidas na região. Foram encontrados vestígios arqueológicos, como cerâmicas, ornamentos, ferramentas e armas de ferro.
Os primeiros documentos sobre a região datam de 1588, sendo que algumas vilas foram documentadas apenas em 1828.

## Economia
A economia da região é basicamente agrária, com uso da agricultura e pecuária reprodutiva. Também estão presentes a produção de madeira para celulose na economia da comuna.